# Lototla
Lototla är en ort i Mexiko.   Den ligger i kommunen Lolotla och delstaten Hidalgo, i den sydöstra delen av landet, 160 km norr om huvudstaden Mexico City. Lototla ligger 1 604 meter över havet och antalet invånare är 9 541.
Terrängen runt Lototla är huvudsakligen kuperad, men västerut är den bergig. Runt Lototla är det ganska tätbefolkat, med 58 invånare per kvadratkilometer. Lototla är det största samhället i trakten. Omgivningarna runt Lototla är en mosaik av jordbruksmark och naturlig växtlighet.